# Évry (Essonne)
Évry és un municipi francès, situat al departament de l'Essonne i a la regió de Illa de França. L'any 2007 tenia 52.802 habitants.
Forma part del cantó d'Évry i del districte d'Évry. I des del 2016 de la Comunitat d'aglomeració Grand Paris Sud Seine-Essonne-Sénart.

## Demografia

### Població
El 2007 la població de fet d'Évry era de 52.802 persones. Hi havia 18.090 famílies, de les quals 5.726 eren unipersonals (2.643 homes vivint sols i 3.083 dones vivint soles), 3.112 parelles sense fills, 6.442 parelles amb fills i 2.810 famílies monoparentals amb fills.
La població ha evolucionat segons el següent gràfic:
Habitants censats

### Habitatges
El 2007 hi havia 20.249 habitatges, 18.835 eren l'habitatge principal de la família, 51 eren segones residències i 1.363 estaven desocupats. 2.257 eren cases i 17.763 eren apartaments. Dels 18.835 habitatges principals, 7.385 estaven ocupats pels seus propietaris, 10.995 estaven llogats i ocupats pels llogaters i 455 estaven cedits a títol gratuït; 1.744 tenien una cambra, 2.646 en tenien dues, 5.702 en tenien tres, 5.554 en tenien quatre i 3.188 en tenien cinc o més. 12.720 habitatges disposaven pel capbaix d'una plaça de pàrquing. A 10.293 habitatges hi havia un automòbil i a 3.712 n'hi havia dos o més.

### Piràmide de població
La piràmide de població per edats i sexe el 2009 era:
| Homes | Edats   | Dones |
| ----- | ------- | ----- |
| 4     | 95 o +  | 20    |
| 12    | 90 a 94 | 56    |
| 84    | 85 a 89 | 116   |
| 56    | 80 a 84 | 172   |
| 184   | 75 a 79 | 328   |
| 284   | 70 a 74 | 364   |
| 444   | 65 a 69 | 500   |
| 584   | 60 a 64 | 540   |
| 960   | 55 a 59 | 792   |
| 1.300 | 50 a 54 | 1.332 |
| 1.672 | 45 a 49 | 1.688 |
| 1.764 | 40 a 44 | 1.832 |
| 2.320 | 35 a 39 | 2.336 |
| 2.184 | 30 a 34 | 2.196 |
| 2.337 | 25 a 29 | 2.481 |
| 2.551 | 20 a 24 | 2.146 |
| 2.021 | 15 a 19 | 1.805 |
| 1.940 | 10 a 14 | 1.941 |
| 2.296 | 5 a 9   | 1.933 |
| 1.940 | 0 a 4   | 1.980 |

## Economia
El 2007 la població en edat de treballar era de 36.960 persones, 26.101 eren actives i 10.859 eren inactives. De les 26.101 persones actives 22.357 estaven ocupades (11.600 homes i 10.757 dones) i 3.744 estaven aturades (1.786 homes i 1.958 dones). De les 10.859 persones inactives 1.429 estaven jubilades, 6.166 estaven estudiant i 3.264 estaven classificades com a «altres inactius».

### Ingressos
El 2009 a Évry hi havia 19.000 unitats fiscals que integraven 53.253,5 persones, la mediana anual d'ingressos fiscals per persona era de 14.283 €.

### Activitats econòmiques
Dels 2.830 establiments que hi havia el 2007, 12 eren d'empreses extractives, 23 d'empreses alimentàries, 16 d'empreses de fabricació de material elèctric, 1 d'una empresa de fabricació d'elements pel transport, 51 d'empreses de fabricació d'altres productes industrials, 305 d'empreses de construcció, 651 d'empreses de comerç i reparació d'automòbils, 166 d'empreses de transport, 140 d'empreses d'hostatgeria i restauració, 154 d'empreses d'informació i comunicació, 114 d'empreses financeres, 77 d'empreses immobiliàries, 650 d'empreses de serveis, 360 d'entitats de l'administració pública i 110 d'empreses classificades com a «altres activitats de serveis».
Dels 512 establiments de servei als particulars que hi havia el 2009, 1 era una comissaria de policia, 3 oficines d'administració d'Hisenda pública, 2 oficines del servei públic d'ocupació, 1 gendarmeria, 6 oficines de correu, 21 oficines bancàries, 1 funerària, 16 tallers de reparació d'automòbils i de material agrícola, 2 tallers d'inspecció tècnica de vehicles, 5 establiments de lloguer de cotxes, 8 autoescoles, 59 paletes, 48 guixaires pintors, 23 fusteries, 39 lampisteries, 32 electricistes, 55 empreses de construcció, 31 perruqueries, 3 veterinaris, 9 agències de treball temporal, 104 restaurants, 24 agències immobiliàries, 9 tintoreries i 10 salons de bellesa.
Dels 220 establiments comercials que hi havia el 2009, 1 era, 3 supermercats, 3 botigues de més de 120 m², 16 botiges de menys de 120 m², 26 fleques, 8 carnisseries, 1 una carnisseria, 8 llibreries, 87 botigues de roba, 7 botigues d'equipament de la llar, 19 sabateries, 7 botigues d'electrodomèstics, 3 botigues de mobles, 7 botigues de material esportiu, 8 perfumeries, 9 joieries i 7 floristeries.
La ciutat també és la llar del Genopole.

## Equipaments sanitaris i escolars
El 2009 hi havia 4 hospitals de tractaments de curta durada, 1 hospital de tractaments de mitja durada (seguiment i rehabilitació, 2 psiquiàtrics, 2 centres d'urgències, 3 maternitats, 2 centres de salut, 19 farmàcies i 1 ambulància.
El 2009 hi havia 18 escoles maternals i 22 escoles elementals. A Évry hi havia 6 col·legis d'educació secundària, 2 liceus d'ensenyament general i 3 liceus tecnològics. Als col·legis d'educació secundària hi havia 3.478 alumnes, als liceus d'ensenyament general n'hi havia 2.063 i als liceus tecnològics 1.318.
Évry disposava de 4 centres de formació no universitària superior, des quals1 era de formació tècnica, 2 de formació sanitària i 1 de comerç (Institut Mines-Télécom Business School). Disposava de 23 centres universitaris, dels quals 4 eren unitats de formació universitària i recerca, 15 instituts universitaris, 2 escoles d'enginyers (incloent l'ENSIIE i Mines ParisTech) i 2 centres d'altres ensenyaments superiors.

## Poblacions més properes
El següent diagrama mostra les poblacions més properes.